# Навальный: враг Путина, будущее России?
Navalny: Putin’s Nemesis, Russia’s Future? (с англ. — «Навальный: заклятый враг Путина, будущее России?», как вариант «Навальный: враг Путина, надежда России?») — 280-страничная книга в жанре «политического нон-фикшен» за авторством коллектива политологов и социологов протеста, вышедшая 19 августа 2021 года в британском независимом издательстве научно-популярной литературы Hurst Publishers и 1 сентября 2021 года в США в американском подразделении «Издательства Оксфордского университета», предварительные заказы принимались с июня 2021 года. Основным мотивом её написания авторы называют желание западной аудитории узнать о российском оппозиционном лидере Алексее Навальном после отравления 2020 года больше, чем есть в «чёрно-белых статьях СМИ». Переведена на несколько европейских языков.

## Авторский коллектив
Книга написана тремя авторами с политологическим/социологическим образованием. Каждый из них специализируется на российской, европейской политике или социологии протестов.
- Ян Матти Доллбаум (нем. Jan Matti Dollbaum) — научный сотрудник исследовательского центра неравенства и социальной политики Бременского университета. Исследователь социологии и политики в восточной Европе[5]. Автор ряда статей о Навальном и протестах в России в научных журналах[6][7].
- Морван Лаллуэт (фр. Morvan Lallouet) — аспирант политологии в Кентском университете[англ.] (Кентербери, Англия), специалист по сравнительной и российской политике. Научный руководитель — профессор Ричард Саква[8]. Пишет диссертацию под названием: «Алексей Навальный и российский либерализм: идеология, партии, выборы»[9].
- Бен Ноубл (англ. Ben Noble) — доцент и лектор университетского колледжа Лондона по российской политике в школе славистики и исследований Восточной Европы. PhD по политологии[10][11].

## Содержание
Книга представляет собой «политический нон-фикшен», рассказывающий о жизни российского политика и оппозиционного деятеля Алексея Навального. По заверениям самих авторов в предисловии, они пытались представить в книге максимально объективный портрет политика без приукрашиваний и чёрно-белых тонов, как это бывает в средствах массовой информации. В книге рассматривается влияние политика на общероссийскую жизнь и даже истории из регионов России. Ещё на её страницах представлены «мини-портреты» соратников политика, без которых «Навальный не был бы Навальным».
Книга не является единой биографией в классическом смысле этого слова. Она представляет из себя сборник, разделённый на три примерно равные по длине главы, каждая из которых написана отдельным автором и рассказывает об определённом этапе жизни Навального, «уходя корнями глубоко в годы его становления». В первой главе он предстаёт антикоррупционным активистом, который сначала «делает себе имя», скупая акции госкомпаний и раскрывая мошеннические и коррупционные схемы, а к концу «приходит к разоблачению самого главы государства». Во второй главе он предстаёт уже политиком, причём политиком, который «разочаровался в плодах экономических реформ 90-х годов» и перешёл от левоцентристского либерализма к правому национализму, переходящему в популизм. В третьей же главе Навальный предстаёт в образе «харизматичного подстрекателя толпы», который сначала стоит в авангарде протестов против фальсификации выборов, а затем использует этот опыт для создания общенационального протестного движения, которое привело к крупнейшим по географическому охвату антикоррупционным протестам за последние сто лет.

## Причины написания
Первоначально книга называлась «Навальный: человек и движение против Кремля». По словам одного из авторов, Яна Матти Доллбаума, главной причиной её написания является отсутствие в англоязычной литературе каких-либо полноценных исследований, посвящённых политику. Согласно Доллбауму, в западных СМИ вышло большое количество статей о политике (первая из которых датируется 2010 годом), особенно после его отравления, хотя основным вниманием западной аудитории и прессы он обязан именно своим возвращением в Россию. По заверениям Доллбаума, никто на Западе не мог понять, почему политик всё же полетел в Россию при высоком шансе того, что его посадят за решётку. В связи с этим, «хор голосов, просивших посоветовать какую-нибудь книгу про Навального на английском, достиг максимальной интенсивности». Поэтому авторы решили написать работу, которая рассказывала бы о жизненном пути Алексея Навального и о том, почему он является «врагом Путина номер 1» и «безальтернативной альтернативой действующей власти».

## Критика
Люк Хардинг, иностранный корреспондент газеты «Гардиан», пишущий о России, в своей рецензии утверждал, что книга убедительно показывает, что Навальный — «наиболее значимая и интересная фигура посткоммунистического мира». Хардинг высказал мнение, что книга качественно объясняет набеги Навального на национализм, в котором любят обвинять политика. По мнению рецензента, авторы хорошо рассказывают о коррупции, которая при Путине стала «инструментом дисциплинарного воздействия на элиты» словами «Воровство организовано, чтобы укрепить власть». При этом журналист отметил, что книга не может дать ответ на поставленный в заголовке вопрос «Действительно ли Навальный — это надежда России и её будущее?», поскольку об этом не знает никто. Он посчитал, что данная работа — это «увлекательная и своевременная книга о Навальном: политике, оппозиционере и просто человеке, чьё будущее висит на волоске».
Эдвард Лукас в «Таймс» заявил, что книга лаконично объясняет то, почему жизнеспособен «настолько недемократичный жадный и некомпетентный политический режим», установленный Путиным, а также справедливо рассказывает о слабостях Навального. В частности журналист отметил, что его правопопулистские и националистические высказывания о мигрантах в книге получили «здравую оценку» о том, что он тогда был полон предрассудков, но всё же не является «расистским демагогом», каким его пытаются представить критики. При этом Лукаса разочаровало отсутствие оригинального расследования со стороны авторов, поскольку книга могла бы тогда сделать «воистину исполинский замах». Он также отмечает, что в работе местами прослеживается тавтология, из-за чего она кажется ещё короче по уровню полученной информации, чем есть на самом деле. Лукас при этом отметил, что хуже всего книга справляется, а точнее, де-факто игнорирует территорию за пределами России, поскольку она рассказывает лишь об одной стороне деятельности Навального, против Путина и его людей, игнорируя их «западных сообщников — банкиров, отмывающих деньги, продавцов левой недвижимости, дилеров и бухгалтеров, что помогают получать деньги тем, кто этого не заслуживает».
Григор Атанесян, корреспондент Русской службы Би-би-си, писал о том, что книга — «первая серьёзная попытка объяснить широкой аудитории, что выделило Навального на фоне российских политиков и сделало мишенью для власти». Она рассказывает о противоречиях у политика и объясняет их. Рецензент заявил, что книга не обходит спорные моменты, наподобие националистического прошлого Навального, а упоминает и национализм, и элементы ксенофобии политика, пытаясь объяснить их причину. При этом авторы книги не ограничиваются «западным подходом», а рассказывают и о мнениях пропутинских политологов.
Феликс Лайт из англоязычного журнала The Moscow Times писал, что основная задача книги — демистификация жизни одной из самых сложных и противоречивых фигур современного мира. И, как и другие рецензенты, Феликс посчитал, что ответ на главный вопрос «Способен ли он стать „будущим России“» книга дать не смогла, поскольку однозначного ответа на данный вопрос не может дать вообще никто.
Британский журналист-расследователь Джон Суини на страницах журнала Air Mail писал, что авторы «раскладывают Навального по полочкам» и рассказывают о нём без тени сомнения и без спешки. Он отметил, что они не пытаются уклониться от ответов на сложные вопросы, а исследуют их. Журналист также заявил, что на данный момент Навальный — «главная надежда для честной России» и что эта красиво написанная книга очень хорошо документирует этот факт.
Гидеон Рахман, ведущий колумнист газеты Financial Times, написал, что данная книга — блестящий и легко читаемый анализ «наиболее выдающейся политической фигуры России за долгие годы», объясняющий, что из себя представляет оппозиционер и почему его деятельность крайне важна как для России, так и для западного мира, и почему в мире, где авторитаризм всё сильнее набирает обороты, он — «фигура мирового значения». Ричард Саква, политолог и специалист по политическим процессам в современной России, посчитал, что данная книга важна и даже в своём плане незаменима для понимания российской политики, а также очень своевременна. Другой ведущий политолог Марк Галеотти написал, что книга, которую он посчитал сбалансированной и легко читаемой, убедительно рассказывает о том, что само существование Навального доказывает растущую жажду перемен в российском обществе.
Джилл Догерти, специалист по современной России и СССР, сотрудник международного научного центра имени Вудро Вильсона и бывший руководитель московского подразделения телеканала CNN, писала о том, что книга — первое на западе исследование, которое отлично справляется со своей задачей развеять чёрно-белый образ Навального, который в западных СМИ — однозначный герой, а в российской государственной пропаганде — однозначный злодей. По мнению рецензента, в книге перемешиваются разные оттенки серого, и образ Навального действительно раскрывается без приукрашиваний. Догерти оценила книгу как подробный анализ, дающий ответы на все главные вопросы — кто такой Навальный, почему он привлекает людей и почему одна из главных целей современного российского государства — заставить его замолчать, невзирая на все вопросы с Запада.
Научный сотрудник Королевского объединённого института оборонных исследований Натия Сескурия назвала книгу «своевременным в важным исследованием», которое рассказывает о человеке, который «стал главной неприятностью» для установленного Владимиром Путиным режима. Она посчитала, что в этой книге Навального не пытались ни очернить за национализм, ни отбелить за его «героизм», а лишь рассказали историю, которая привела к становлению лидера протестно настроенной части населения России, политика и антикоррупционного активиста. В частности в первой части, отмечая его местами выглядящие ксенофобскими заявления о Кавказе и Центральной Азии, а также первоначальную поддержку аннексии Крыма, они всё же заявляют, что он поддерживается взглядов общего равенства и равноправия, принятых в Западном мире, как по вопросам религиозных меньшинств, так и по отношению к однополым бракам и правам ЛГБТ. Она отметила также справедливость заявлений о том, что Навальный является главной и безальтернативной альтернативой путинскому режиму

## Издания и переводы
- Dollbaum, Jan Matti; Lallouet, Morvan; Noble, Ben. Navalny: Putin's Nemesis, Russia's Future? (англ.). — UK edition. — London: Hurst Publishers, 2021. — 280 p. — ISBN 9781787385757. Архивировано 28 августа 2021 года.
- Dollbaum, Jan Matti; Lallouet, Morvan; Noble, Ben. Navalny: Putin's Nemesis, Russia's Future? (англ.). — US edition. — New York: Oxford University Press, 2021. — 280 p. — ISBN 9780197611708. Архивировано 28 августа 2021 года.
- 3 августа 2021 года в Гамбурге (Германия) вышел немецкий перевод книги под названием «Навальный: его цели, его противники, его будущее» (нем. Nawalny: Seine Ziele, seine Gegner, seine Zukunft, переводчики: Александр Вебер, Карлхайнц Дюр, Штефан Кляйнер, Штефан Паули) в издательстве Hoffmann und Campe[нем.], ISBN 9783455012538[19].
- 12 августа 2021 года в издательстве Corint[рум.] вышел румынский перевод книги под названием «Навальный. Демократ против авторитаризма» (рум. Navalnîi. Un democrat împotriva autoritarismului), ISBN 9786067939873[20].
- Dollbaum, Jan Matti; Lallouet, Morvan; Noble, Ben. Alexeï Navalny : L’homme qui défie Poutine = Navalny: Putin's Nemesis, Russia's Future? (фр.). — Paris: Tallandier, 2021. — 319 p. — ISBN 9791021050761. Архивировано 20 января 2022 года.